# Филлипс, Дэвид Чилтон
Дэвид Чилтон Филлипс, барон Филлипс из Элсмира (David Chilton Phillips, Baron Phillips of Ellesmere; 7 марта 1924 г., Элсмир, Англия — 23 февраля 1999 г., Лондон) — британский биолог, биофизик, первопроходец структурной биологии. Профессор Оксфордского университета (эмерит), член Лондонского королевского общества (1967) и иностранный член Национальной АН США (1985). Лауреат премии Вольфа по химии (1987) и других отличий.

## Биография
Учился в Университетском колледже Кардиффа (ныне Кардиффский университет). В 1944 году поступил офицером в Королевский флот и служил на авианосце HMS Illustrious. Демобилизовался в 1947 году и возвратился в Кардифф, где продолжил учёбу и приступил к исследованиям для получения докторской степени — занимался под началом Артура Уилсона (Arthur Wilson (crystallographer)). С 1951 по 1954 год работал в Национальных исследовательских лабораториях в Оттаве. Затем в Великобритании — в Исследовательской лаборатории Дэви-Фарадея (Davy-Faraday Research Laboratory) у Нобелевского лауреата Уильяма Лоренса Брэгга. С 1966 года профессор молекулярной биофизики Оксфордского университета, с 1990 года в отставке (эмерит).
С 1976 по 1983 год биологический секретарь и вице-президент Лондонского королевского общества.
В 1979—1985 годах — Fullerian Professor of Physiology.
Среди его учеников — И. Джонс, Michael Sternberg, Janet Thornton.
В 1994 году получил пожизненное пэрство.

## Личная жизнь
Женился в 1960 году, имел дочь и двух внуков.

## Награды и отличия
- Feldberg Prize[англ.] одноимённого фонда (1968)
- Novartis Medal and Prize[англ.], Биохимическое общество (1970)
- Sir Hans Krebs Medal[англ.], Федерация европейских биохимических обществ (1971)
- CIBA Medal, Biochemical Society[англ.] (1971)
- Королевская медаль Лондонского королевского общества (1975)
- Grand Prix Charles-Leopold Mayer[англ.] Французской АН (1979)
- Royal Institution Christmas Lecture[англ.] (1980)
- Премия Вольфа по химии (1987)
- Gregori Aminoff Prize, Шведская королевская академия наук (1991)
- Лекция имени Бернала, Биркбек-колледж (1991)
- President's Medal (Royal Academy of Engineering)[англ.] (1994)
- Рыцарь-бакалавр с 1979 года.
- Рыцарь-командор ордена Британской империи (1989).